# Zelandopsocus tectus
Zelandopsocus tectus är en insektsart som beskrevs av Thornton, Wing och Courtenay N. Smithers 1977. Zelandopsocus tectus ingår i släktet Zelandopsocus och familjen Pseudocaeciliidae. Inga underarter finns listade i Catalogue of Life.